# Charles Pilard
Charles Jean-Baptiste Marie Pilard est un homme de lettres et musicien français né à Sedan le 23 mars 1843 et mort à Orléans le 22 octobre 1902.
Pianiste et compositeur, il fut chef de musique de l'armée fédérale suisse, passa quelque temps à Lille avant de se fixer définitivement à Orléans. Il écrivit de nombreux articles dans la presse locale, chroniques musicales, ainsi que des romans historiques.
Il est aussi l’auteur de plusieurs morceaux musicaux (une polka, Céline, une mazurka, Doux souvenirs,  et l’Exposition,  quadrille, tous trois pour piano…)
Membre de la Société des Gens de Lettres.

## Œuvres
- Des musiques militaires actuelles. Musiques de l’armée et sociétés d’amateurs, suivi d’un autre modèle d’organisation musicale. 1866.
- Deux mois à Lille par un professeur de musique. 1867.
- Les Inventions Sax dans les musiques militaires et à l’orchestre. 1869.
- Souvenirs d’un musicien militaire du premier empire, 1870 (lire en ligne), publiés en feuilleton dans l’Instrumental.
- Le Siège de Mézières : Souvenirs de 1815.
- Souvenirs d’un vieux Sedanais. Sedan sous la première Révolution. D'abord paru en feuilleton de 1875 à 1878 dans L'Écho des Ardennes (14 fascicules). Réédité en 1989 par la Société d'Histoire et d'Archéologie du Sédanais.
- Le Château de Bazeilles, souvenirs de 1870, 1879.
- Le Roman d’un musicien de province, Montmédy, 1879. (roman historique)
- Ce que grand-père raconte. Souvenirs d’un vieux Guépin. Orléans, 1884. Réédité à Orléans, 2012, sous le nom de Chroniques orléanaises (roman historique, réédition augmentée).

## Sources
- Hippolyte Verly, Essai de biographie lilloise. (notice biographique). 1869, p. 182.
- Notices sur le site de la Médiathèque de Sedan
- Echo des Ardennes, du jeudi 30 octobre 1902 (notice nécrologique).